# Lupata
Lupata ist ein Verwaltungsbezirk (Ward) des Distrikts Busokelo in der tansanischen Region Mbeya.

## Geografie
Lupata liegt im Südwesten von Tansania und ist ein hügeliges Gebiet in rund 1000 Meter Seehöhe. Die Fläche des Bezirks beträgt 55 Quadratkilometer. Bei der Volkszählung 2022 lebten hier 8552 Menschen in 2312 Haushalten.

## Gliederung
Der Bezirk besteht aus fünf Gemeinden (Mtaa) mit 22 Orten (Kitongoji):
| Bwibuka - Bwibuka - Iponjola - Mbongolo - Malema | Lupata - Isuba - Ipoma - Njisi - Igembe - Kibonde - Kituli | Mpanda - Mpanda - Kilosi - Kabula - Isumba - Mpombo - Kasangali | Ntapisi - Ntapisi Kati - Mwakipiko - Lembuka | Nsonso - Bujesi - Kikulumba - Kikusya |

## Wirtschaft und Infrastruktur
- Landwirtschaft: Die Hauptanbauprodukte sind Bananen, Tee, Kakao, Mais, Kaffee, Taro und Kartoffeln. Als Nutztiere werden Kühe, Schweine, Ziegen, Hühner und Enten gehalten.[7]
- Die fünf Grundschulen des Bezirks werden von 2300 Schülern besucht. Das entspricht einer Schulbesuchsquote von 89,5 Prozent. In die zwei weiterführenden Schulen gehen 600 Jugendliche (Stand 2017/18).[7]
- Gesundheit: In Lupata befindet sich eine staatliche Apotheke.[8]